# Waldgut Verlag
Der Waldgut Verlag (ursprünglich: Verlag im Waldgut) ist ein 1980 von Beat Brechbühl im zürcherischen Wald gegründeter Buchverlag, der seinen Sitz seit 1987 in Frauenfeld hat.
Bis 2010 sind rund 200 Bücher und 150 Poesieblätter erschienen. Das Verlagsprogramm besteht aus Belletristik (insbesondere Erzählungen und moderne Lyrik) und aus Sachbüchern (insbesondere über populäre Ethnologie und Musik). Der Waldgut Verlag hat u. a. Werke von S. Corinna Bille, Armin Bollinger, Maurice Chappaz, Ruth Erat, Ingrid Fichtner, Alexander Grossman, Georges Haldas, Arnold Keyserling, Werner Lutz, Jean-Pierre Monnier, Galsan Tschinag, Peter Schwarzenbach und Kenneth White veröffentlicht.
Seit dem Jahr 2020 ist der Verlag nicht mehr aktiv. 